# مركز دبي الدولي للكتاب
يقع مركز دبي الدولي للكتّاب في حي الشندغة التاريخي. انطلق في 3 نوفمبر 2014، وهو جزء من مؤسسة الإمارات للآداب، التي تأسست عام 2013 بقرار من رئيس مجلس الوزراء ونائب رئيس دولة الإمارات العربية المتحدة وحاكم دبي، الشيخ محمد بن راشد آل مكتوم. يجاور المركز المكاتب الإدارية الجديدة لمهرجان طيران الإمارات للآداب، وهو مصمم لاستضافة برنامج من الفعاليات على مدار العام، لتلبية احتياجات المجتمعات متعددة الثقافات والجنسيات في المنطقة، فضلاً عن توفير مركز دولي للكتاب. ومساحة لزيارة الكتاب والكتاب المقيمين لتبادل المعرفة والخبرة مع الكتاب المحليين ومستخدمي المركز. يتضمن برنامج المركز المستمر مؤتمرات دولية تركز على الكتابة والأدب بالإضافة إلى فعاليات إقليمية للطلاب، والأكاديميين ومواطني دول مجلس التعاون الخليجي والمقيمين. ويعقد المركز أيضًا ورش عمل وندوات وقراءات شهرية باللغتين العربية والإنجليزية، فضلاً عن استضافة مجموعات كتابية مصممة لجذب كل من الإماراتيين والمقيمين في دولة الإمارات العربية المتحدة. في يناير 2015، أستضاف كاتب الرحلات البريطاني تيم ماكينتوش سميث. ويهدف البرنامج إلى تطوير الأعمال قيد التنفيذ والمشاركة في فعاليات التوعية المجتمعية، ومشاركة التجارب.